# Condado de Cass (Minnesota)
El condado de Cass es un condado del estado de Minnesota. Según el censo del año 2000, la población era de 27.150 personas. Su centro administrativo es Walker. Una parte de la reserva Leech Lake Indian esta en el condado.

## Geografía

### Vías principales
- Autopista nacional 2
- Autopista estatal de Minnesota 6
- Autopista estatal de Minnesota 34
- Autopista estatal de Minnesota 64
- Autopista estatal de Minnesota 84
- Autopista estatal de Minnesota 87
- Autopista estatal de Minnesota 200
- Autopista estatal de Minnesota 210
- Autopista estatal de Minnesota 371

### Condados vecinos
- Itasca (noreste)
- Aitkin (sudeste)
- Crow Wing (sudeste y sur)
- Morrison (sur)
- Todd (sudoeste)
- Wadena (oeste, sudoeste)
- Hubbard (noroeste)
- Beltrami (noroeste)

## Demografía
Para el censo de 2000, había 27.150 personas, 10.893 cabezas de familia, y 7.734 familias residiendo en el condado. La densidad de población era de 14 habitantes por milla cuadrada.
La composición racial del condado era:
- 86,52% blancos
- 0,11% negros o negros americanos
- 11,45% nativos americanos
- 0,28% asiáticos
- 0,02% isleños
- 0,14% otras razas
- 1,47% de dos o más razas.

Había 10.893 cabezas de familia, de las cuales el 27,70% tenían menores de 18 años viviendo con ellas, el 58,40% eran parejas casadas viviendo juntas, el 8,00% eran mujeres cabeza de familia monoparental (sin cónyuge), y 29,00% no eran familias,
El tamaño promedio de una familia era de 3 miembros,
En el condado el 25,00% de la población tenía menos de 18 años, el 6,10% tenía de 18 a 24 años, el 23,00% tenía de 25 a 44, el 27,90% de 45 a 64, y el 18,00% eran mayores de 65 años, La edad promedio era de 42 años, Por cada 100 mujeres había 101,90 hombres, Por cada 100 mujeres mayores de 18 años había 100,60 hombres,

## Economía
Los ingresos medios de una cabeza de familia el condado eran de $34.332 y el ingreso medio familiar era $40.156. Los hombres tenían unos ingresos medios de $30.097 frente a $21.232 de las mujeres. El ingreso per cápita del condado era de $17.189. El 9,50% de las familias y el 13,60% de la población estaban debajo de la línea de pobreza. Del total de gente en esta situación, 18,20% tenían menos de 18 y el 13,30% tenían 65 años o más.

## Ciudades y pueblos
| - Backus - Bena - Boy River - Cass Lake - Chickamaw Beach - East Gull Lake - Federal Dam - Hackensack - Lake Shore - Longville - Motley (una porción) - Pillager - Pine River - Remer - Walker | - Wahnena - North Cass - North Central Cass - East Cass | - Whipholt |

## Municipios
Ansel |
Barclay |
Becker |
Beulah |
Birch Lake |
Blind Lake |
Boy Lake |
Boy River |
Bull Moose |
Bungo |
Byron |
Crooked Lake |
Deerfield |
Fairview |
Gould |
Hiram |
Home Brook |
Inguadona |
Kego |
Leech Lake |
Lima |
Loon Lake |
Maple |
May |
McKinley |
Meadow Brook |
Moose Lake |
Otter Tail Peninsula |
Pike Bay |
Pine Lake |
Pine River |
Ponto Lake |
Poplar |
Powers |
Remer |
Rogers |
Salem |
Shingobee |
Slater |
Smoky Hollow |
Sylvan |
Thunder Lake |
Torrey |
Trelipe |
Turtle Lake |
Wabedo |
Walden |
Wilkinson |
Wilson |
Woodrow 